# حبيبة محمد
حبيبة محمد أحمد، ( 29 مايو 1999 -)، الإسكندرية، لاعبة اسكواش مصرية محترفة. صنفت رقم 40 على مستوى العالم في يوليو 2014. وفي 15 أغسطس 2014، أصبحت بطلة العالم لفردي الناشئين في الاسكواش ببطولة العالم للاسكواش في ناميبيا.

## روابط خارجية
- حبيبة محمد على موقع الاتحاد الدولي لمحترفي الاسكواش (مؤرشف) (الإنجليزية)
- حبيبة محمد على موقع SquashInfo.com (الإنجليزية)